# Entoloma glaucoroseum
Entoloma glaucoroseum är en svampart som beskrevs av E. Horak 2008. Entoloma glaucoroseum ingår i släktet Entoloma och familjen Entolomataceae.   Inga underarter finns listade i Catalogue of Life.